# Memorial Stadium (Champaign)
Pour les articles homonymes, voir Memorial Stadium.
Le Memorial Stadium est un stade de football américain situé sur le campus de l'Université de l'Illinois à Champaign en Illinois. Depuis 1927, ses locataires sont les Illinois Fighting Illini (NCAA). Sa capacité est de 60 670 places.